# Карякин, Аркадий Аркадьевич
Аркадий Аркадьевич Карякин (род. 9 декабря 1959 года, Москва) — советский и российский химик, специалист в области биоэлектрохимии, аналитической химии, доктор химических наук и профессор, ведущий научный сотрудник химического факультета Московского государственного университета.

## Биография
Отец Аркадий Васильевич Карякин руководил лабораторией в Институте геохимии и аналитической химии имени Вернадского АН СССР. Мать Татьяна Ивановна, урожденная Смирнова также работала в химической промышленности.
В 1976 поступил на химический факультет МГУ имени М. В. Ломоносова. Окончил университет с отличием в 1981 году. В 1981—1985 годах проходил обучение в аспирантуре химического факультета МГУ. В 1985 году он защитил кандидатскую диссертацию по специальности «кинетика и катализ» на тему «Химическая и электрохимическая кинетика действия фермента гидрогеназы», а в 1996 году защитил докторскую диссертацию по той же специальности на тему «Ферментные электроды на основе полупроводниковых полимеров и неорганических поликристаллов». После защиты диссертации работал на химическом факультете МГУ. Пройдя путь от ассистента до ведущего научного сотрудника, он с 2010 года занимает должность заведующего лабораторией электрохимических методов анализа. Читал лекции по электрохимии для студентов и получил звание профессора 11 марта 2015 года. Был женат на кандидате биологических наук, сотруднице Биологического факультета МГУ Елене Евгеньевне Пинчуковой.

## Научная деятельность
В начале карьеры Карякин провел исследования в области кинетики и катализа гидрогеназами и защитил кандидатскую диссертацию в 1984 году. Он стал известен своим вкладом в создание высокоэффективных биосенсоров на основе наноструктур электро- и биокатализаторов.
Основной вопрос исследований Карякина — разработка и применение новых методов электрохимического анализа, использующих каталитические системы на основе неорганических кристаллов, проводящих полимеров и биологически активных молекул. В число его работ входят создание электрохимических детекторов для обнаружения пероксида водорода с выдающимися характеристиками и производство на их основе биосенсоров, работающих с использованием оксидазных ферментов.
Исследования включают создание датчиков для отслеживания метаболитов человека в реальном времени, систем для медицинского анализа и проверки качества пищевых продуктов. Карякин внес вклад в развитие прямого биоэлектрокатализа. Изучая водородные ферментные электроды на основе гидрогеназы, создал топливные элементы, работающие на основе ферментов с превосходными характеристиками тока и функционирующие в условиях бактериальной среды.

### Основные труды
Карякин — одим из ведущих сотрудников химического факультета. Опубликовал более 200 статей, 12 книг и 18 патентов. Входит в 4 диссертационных совета, является научным руководителем 18 диссертаций на звание кандидата химических наук. Вместе со своими коллегами он опубликовал более 4 монографий. Среди его важнейших трудов - такие, как: 
- «Biosensors based on conductive polymers and electroactive polycrystals» (2006)[7],
- «Chemical and biological sensors based on electroactive inorganic polycrystals» (2008)[8]
- «Biosensors» (2009)[9],
- «Персональные тесты для определения глюкозы в крови» (2010)[10],
- «Electropolymerized azines: a new group of electroactive polymers» (2010)[11].

## Педагогическая деятельность
В качестве профессора Аркадий Карякин разработал 11 учебных курсов, читает лекции по электрохимическим методам анализа, для студентов 2 курса Химического факультета МГУ, а также лекции по методам визуализации бионанообъектов и биосенсорам.

## Награды
В 2015 году удостоен Премии имени М. В. Ломоносова за цикл работ в области биосенсоров. В 2020 году был избран Почетным членом Международного электрохимического общества (Fellow of the International Society of Electrochemistry, ISE).
- 2008 — 50 лет ВОИР, Всероссийского общества изобретателей и рационализаторов, Россия[12]
- 2008 — Бронзовая Статуэтка «Святой Георгий», IX Международный Форум «Высокие технологии XXI века», Россия[12]
- 2013 — Bioelectrochemistry Prize, International Society of Electrochemistry, Швейцария[12]
- 2015 — Премия имени М. В. Ломоносова за научные работы, МГУ, Россия[12]

## Увлечения, хобби
Член вокальной студии при Центральном доме ученых РАН, которой руководит народный артист СССР З. Л. Соткилава. Ведет ютуб-канал, где выкладывает свои выступления. Увлекается конным и лыжным спортом, в юношестве занимался виндсерфингом.